# CSA Steaua Boekarest (voetbal)
CSA Steaua is een Roemeense voetbalclub uit de hoofdstad Boekarest en een onderdeel van de grotere omnisportvereniging CSA Steaua Boekarest.

## Geschiedenis

### Communistisch tijdperk
Op 7 juni 1947 werd de club ASA Boekarest opgericht als legerclub. De club had zeven sportafdelingen waaronder voetbal. De club mocht meteen starten in de hoogste afdeling en twee jaar later wonnen ze al hun eerste prijs in de bekerfinale tegen CSU Cluj. Onder de naam CCA Boekarest werden ze van 1951 tot 1953 drie keer op rij kampioen en won in 1951 ook de dubbel. In 1956 bestond het Roemeens voetbalelftal uitsluitend uit spelers van CCA en won in Belgrado een interland tegen Joegoslavië en won met 1-0. In 1961 werd de naam veranderd in CSA Steaua Boekarest. Steaua betekent de ster in het Roemeens en deze naam werd toegevoegd omdat er een ster in hun wapenschild stond, wat wel bij meerdere Oost-Europese legerclubs gebruikt werd. De club kreeg veel tegenwind van stadsrivalen Dinamo en Rapid Boekarest en werd de volgende twee decennia slechts drie keer kampioen, maar won wel 9 bekers. In 1974 namen ze hun intrek in hun nieuw stadion Stadionul Steaua dat geopend werd met een galawedstrijd tegen OFK Belgrado.
| Naam                                               | Periode    |
| Asociația Sportivă a Armatei (ASA) București       | 1947–1948  |
| Clubul Sportiv Central al Armatei (CSCA) București | 1948–1950  |
| Casa Centrală a Armatei (CCA) București            | 1950–1961  |
| Clubul Sportiv al Armatei (CSA) Steaua București   | 1961–1998  |
| Asociația Fotbal Club (AFC) Steaua București       | 1998–2003  |
| Clubul Sportiv al Armatei (CSA) Steaua București   | 2017–heden |

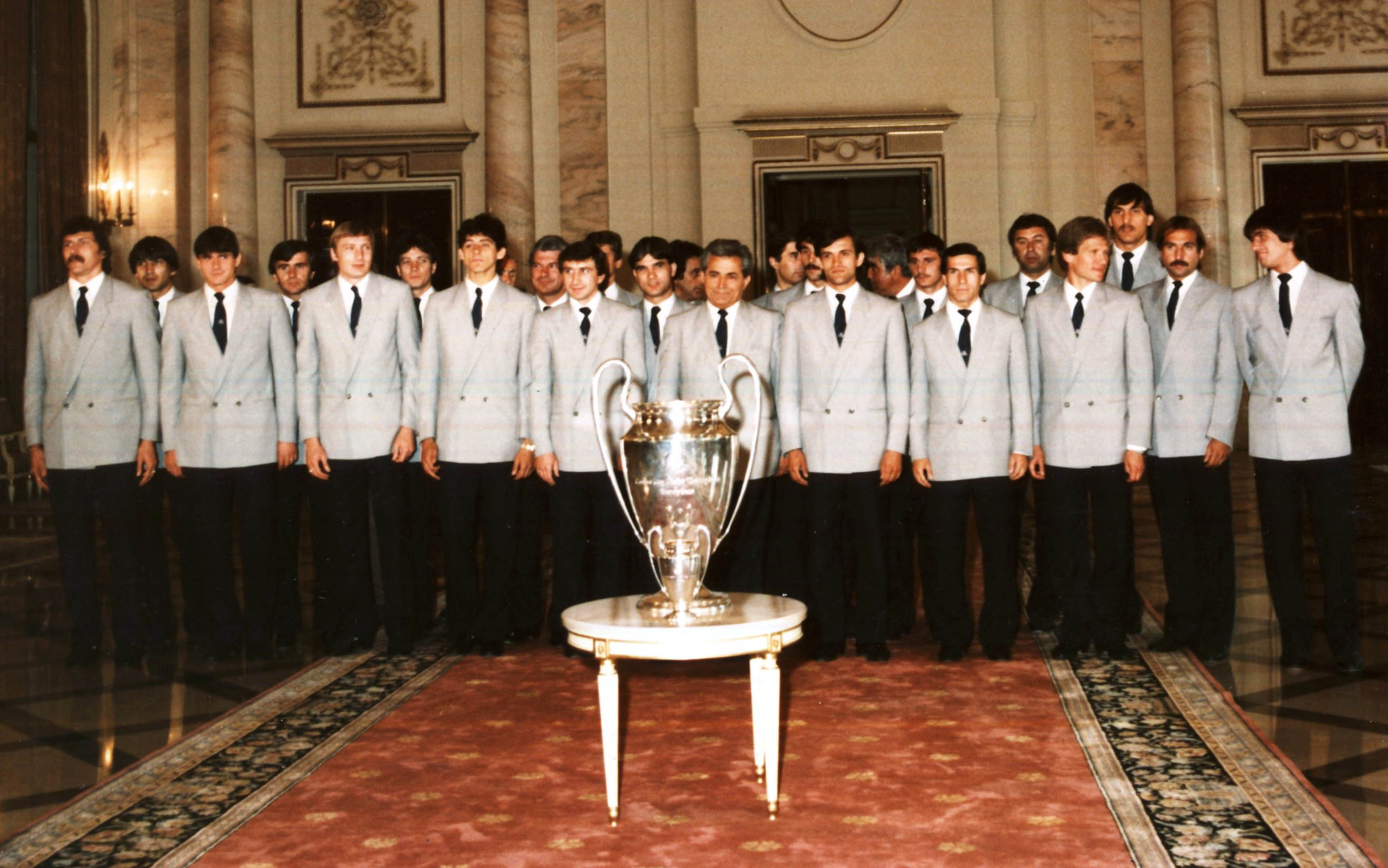
Europacupwinnaars van 1986

Nadat de club in 1985 de titel won maakten ze het daaropvolgende seizoen furore in Europa. De club won de Europacup I tegen FC Barcelona na strafschoppen. Doelman Helmuth Duckadam stopte vier strafschoppen van de Spanjaarden. De club werd het eerste Oost-Europese team dat de Europacup I won en won een jaar later ook de Supercup tegen Dinamo Kiev. De intercontinentale beker werd verloren van het Argentijnse River Plate. De club bleef sterk presteren en won tot 1989 telkens de titel en verloor in 1988 de halve finale in Europa van Benfica en bereikte een jaar later opnieuw de finale, die ze met 4-0 verloren van AC Milan. Tussen 1986 en 1989 bleef de club ook 104 wedstrijden ongeslagen, destijds een wereldrecord, dat in 1994 gebroken werd door ASEC Abidjan, maar het is nog steeds een Europees record.

### Jaren 1990-2010
Na de Roemeense revolutie kwam er een open markt waardoor verscheidene topspelers nu hun heil konden gaan zoeken in het westen. Na enkele tweede plaatsen kon de club van 1992 tot 1998 zes keer op rij kampioen worden en evenaarde zo het record van Chinezul Timișoara uit de jaren 1920. De club won ook drie keer de beker en bereikte drie jaar op rij de groepsfase van de Champions League van 1995 tot 1997.
In 1998 scheidde de voetbalafdeling van CSA Steaua zich af van de sportclub en werd zelfstandig als FC Steaua Boekarest. In 2003 slaagde de controversiële zakenman George Becali erin om controle over de club te krijgen. De club won nog vijf keer de titel en plaatste zich vier keer voor de Champions League, maar eigenaar Becali werd niet populairder nadat hij geassocieerd werd met onder andere homofobie, racisme, belastingontduiking en zat zelfs in de gevangenis. In 2012 verhuisde de club ook naar de Arena Națională.

### Rechtszaak Steaua vs FCSB
In december 2014 begon de voormalige moederclub CSA Steaua een rechtszaak tegen Becali om niet langer de merknaam Steaua te gebruiken. De club moest naam en logo veranderen en werd zo FCSB. In een nieuwe rechtszaak eiste CSA Steaua 37 miljoen euro compensatie voor het onrechtmatig gebruik van de merknaam Steaua sinds 2003. CSA Steaua had ging afstand gedaan van de naam zoals wel aangenomen werd. De club liet enkel toe dat een non-profit deze naam gebruikte, maar toen deze verkocht werd aan Becali ging die regel eigenlijk niet meer op.

### Nieuwe start
Nadat CSA Steaua de rechtmatige eigenaar werd van de naam besloten ze ook om de voetbalafdeling te reactiveren. De club begon in de Liga IV. In april 2018 speelde de club tegen AS Academia Rapid Boekarest, een verderzetting van het oude Rapid. De wedstrijd werd in de  Arena Națională gespeeld voor 36.277 toeschouwers, een record voor een wedstrijd in de vierde klasse. De club speelde twee keer op rij de eindronde om te promoveren maar slaagde hier niet in. In 2020 slaagde de club hier wel in en promoveerde naar de Liga III, waar ze groepswinnaar werden voor het tweede elftal van FCSB. Nu kon de club via de eindronde een tweede opeenvolgende promotie afdwingen en speelt zo in 2021-22 in de Liga II. Op 7 juli 2021 nam de club haar intrek in het vernieuwe Stadionul Steaua, dat vanaf 2019 gebouwd werd en 95 miljoen euro kostte. Net als bij de opening in 1974 speelde de club ook nu tegen OFK Belgrado.

## Erelijst
Landskampioen
1951, 1952, 1953, 1956, 1959–60, 1960–61, 1967–68, 1975–76, 1977–78, 1984–85, 1985–86, 1986–87, 1987–88, 1988–89, 1992–93, 1993–94, 1994–95, 1995–96, 1996–97, 1997–98
Roemeense beker
Winnaar: 1948–49, 1950, 1951, 1952, 1955, 1961–62, 1965–66, 1966–67, 1968–69, 1969–70, 1970–71, 1975–76, 1978–79, 1984–85, 1986–87, 1988–89, 1991–92, 1995–96, 1996–97
Finalist: 1953, 1963–64, 1976–77, 1979–80, 1983–84, 1985–86, 1989–90
Europacup I
1986
UEFA Super Cup
1986